# Rewolf Software

Gunman Chronicles se Basaba en el popular motor GoldSrc de Half life 1

Rewolf Software, también conocido como Rewolf Entertainment, era un estudio de desarrollo de videojuegos establecido en Utah por Herbert Flower en 1996.
Durante su existencia, Rewolf Software trabajó en un título, un mod de Half life llamado Gunman Chronicles (también conocido como Half life:Gunman) el cual salió en el año 2000.
Después de que Gunman Chronicles saliera, Rewolf Entertainment fue disuelta y sus miembros de equipo se movieron hacia a aventuras nuevas. Un par de meses más tarde, en 2001, Herbert Flower cofundó Mythyn Interactive junto con Paul Witte, mientras que el equipo de Gunman Chronicles, que consta de Stefan Baier, Renier Banninga y Adrian Banninga, se fueron a Países Bajos donde ellos cofundaron Streamline Studios junto con Alexander L. Fernández.